# Tollien Schuurman
Tollina Wilhelmina »Tollien« Schuurma, nizozemska atletinja, * 20. januar 1913, Zorgvlied, Nizozemska, † 29. januar 1994, Apeldoorn, Nizozemska.
Nastopila je na poletnih olimpijskih igrah leta 1932 in osvojila četrto mesto v štafeti 4×100 m, v teku na 100 m se je uvrstila v polfinale. Na svetovnih ženskih igrah je leta 1930 osvojila srebrni medalji v teku na 100 m in 200 m. 31. avgusta 1930 je izenačila svetovni rekord v teku na 100 m s časom 12,0 s, 5. junija 1932 pa je rekord popravila na 11,5 s, veljal je do septembra 1933. 13. avgusta 1933 je postavila še svetovni rekord v teku na 200 m s časom 24,6 s, ki je veljal dve leti.